# ردشدن از رودخانه
معمای رد شدن از رودخانه (به انگلیسی :  River crossing puzzle) یک مسئله کلاسیک در هوش مصنوعی است.این مسائل نمونه ای از مسائل ارضای محدودیت  می‌باشند .
در این مسائل باید افراد یا اجناسی را از یک طرف رودخانه به طرف دیگر منتقل کرد. محدودیت موجود تعداد افراد در هر انتقال یا اجناسی که نمی‌توان آنها را با هم حمل کرد یا باقی گذاشت می‌باشد. سه مسئله معمای زن و شوهرهای حسود، معمای کشیش‌ها و آدمخوارها و معمای گرگ و گوسفند و کلم از مسائل معروف ردشدن از رودخانه هستند. تست هوش رودخانه نیز یک مسئله ردشدن از رودخانه است. این مسائل ممکن است با استفاده از روش های نظریه گراف ،  توسط برنامه‌نویسی پویا ،  یا با برنامه‌نویسی عدد صحیح تحلیل شوند. 

معمای گرگ و گوسفند و کلم